# Guama
Guama é uma cidade venezuelana, capital do município de Sucre (Yaracuy).